# Hennediella macrophylla
Hennediella macrophylla är en bladmossart som beskrevs av Jean Édouard Gabriel Narcisse Paris 1896. Hennediella macrophylla ingår i släktet Hennediella och familjen Pottiaceae. Inga underarter finns listade i Catalogue of Life.